# Julien Ingrassia
Julien Ingrassia (26 de noviembre de 1979, Aix-en-Provence, Francia) es un copiloto de rally francés que compite en el Campeonato Mundial de Rally con su compatriota Sebastien Ogier. Con Ogier ha logrado el campeonato junior en 2008, 7 victorias y 13 podios en el mundial.
En 2012 iniciada la temporada en el Rally de Montecarlo, Ogier e Ingrassia sufren un fuerte accidente en el décimo tramo causando gravas heridas en un brazo a Ingrassia.
El 7 de octubre de 2021, Julien Ingrassia anunció su decisión de terminar su carrera como copiloto al final de la temporada 2021 después de 16 temporadas junto a Sebastien Ogier.

## Palmarés

### Títulos
| Año  | Título                    | Piloto          | Automóvil             |
| ---- | ------------------------- | --------------- | --------------------- |
| 2008 | Campeonato Mundial Junior | Sébastien Ogier | Citroën C2 S1600      |
| 2013 | Campeonato Mundial        | Sébastien Ogier | Volkswagen Polo R WRC |
| 2014 | Campeonato Mundial        | Sébastien Ogier | Volkswagen Polo R WRC |
| 2015 | Campeonato Mundial        | Sébastien Ogier | Volkswagen Polo R WRC |
| 2016 | Campeonato Mundial        | Sébastien Ogier | Volkswagen Polo R WRC |
| 2017 | Campeonato Mundial        | Sébastien Ogier | Ford Fiesta WRC       |
| 2018 | Campeonato Mundial        | Sébastien Ogier | Ford Fiesta WRC       |
| 2020 | Campeonato Mundial        | Sébastien Ogier | Toyota Yaris WRC      |
| 2021 | Campeonato Mundial        | Sébastien Ogier | Toyota Yaris WRC      |

### Resultados Campeonato Mundial
| Año  | Equipo                  | Vehículo              | 1       | 2       | 3       | 4      | 5       | 6       | 7      | 8       | 9       | 10     | 11     | 12      | 13      | 14    | Posición | Puntos |
| ---- | ----------------------- | --------------------- | ------- | ------- | ------- | ------ | ------- | ------- | ------ | ------- | ------- | ------ | ------ | ------- | ------- | ----- | -------- | ------ |
| 2008 | Equipe de France FFSA   | Citroën C2 S1600      | MEX 8   | JOR 11  | ITA 22  |        | GER 19  | ESP Ret | FRA 20 |         |         |        |        |         |         |       | 19º      | 1      |
| 2008 | Sébastien Ogier         | Citroën C2 R2         |         |         |         | FIN 35 |         |         |        |         |         |        |        |         |         |       | 19º      | 1      |
| 2008 | Equipe de France FFSA   | Citroën C4 WRC        |         |         |         |        |         |         |        | GBR 26  |         |        |        |         |         |       | 19º      | 1      |
| 2009 | Citroën Junior Team     | Citroën C4 WRC        | IRE 6   | NOR 10  | CYP Ret | POR 17 | ARG 7   | ITA Ret | GRE 2  | POL Ret | FIN 6   | AUS 5  | ESP 5  | GBR Ret |         |       | 8º       | 24     |
| 2010 | Citroën Junior Team     | Citroën C4 WRC        | SWE 5   | MEX 3   | JOR 6   | TUR 4  | NZL 2   | POR 1   | BUL 4  |         | DEU 3   |        | FRA 6  | ESP 10  |         |       | 4º       | 167    |
| 2010 | Citroën WRT             | Citroën C4 WRC        |         |         |         |        |         |         |        | FIN 2   |         | JPN 1  |        |         | GBR Ret |       | 4º       | 167    |
| 2011 | Citroën WRT             | Citroën DS3 WRC       | SWE 4   | MEX Ret | POR 1   | JOR 1  | ITA 4   | ARG 3   | GRE 1  | FIN 3   | GER 1   | AUS 11 | FRA 1  | ESP Ret | GBR 11  |       | 3º       | 196    |
| 2012 | Volkswagen Motorsport   | Škoda Fabia S2000     | MON Ret | SWE 11  | MEX 8   | POR 7  | ARG 7   | GRE 7   | NZL    | FIN 10  | DEU 6   | GBR 12 | FRA 11 | ITA 5   | ESP Ret |       | 10º      | 41     |
| 2013 | Volkswagen Motorsport   | Volkswagen Polo R WRC | MON 2   | SWE 1   | MEX 1   | POR 1  | ARG 2   | GRE 10  | ITA 1  | FIN 1   | DEU 17  | AUS 1  | FRA 1  | ESP 1   | GBR 1   |       | 1º       | 265    |
| 2014 | Volkswagen Motorsport   | Volkswagen Polo R WRC | MON 1   | SWE 6   | MEX 1   | POR 1  | ARG 2   | ITA 1   | POL 1  | FIN 2   | DEU Ret | AUS 1  | FRA 13 | ESP 1   | GBR 1   |       | 1º       | 267    |
| 2015 | Volkswagen Motorsport   | Volkswagen Polo R WRC | MON 1   | SWE 1   | MEX 1   | ARG 17 | POR 2   | ITA 1   | POL 1  | FIN 2   | DEU 1   | AUS 1  | FRA 15 | ESP Ret | GBR 1   |       | 1º       | 263    |
| 2016 | Volkswagen Motorsport   | Volkswagen Polo R WRC | MON 1   | SWE 1   | MEX 2   | ARG 2  | POR 3   | ITA 3   | POL 6  | FIN 24  | DEU 1   | FRA 1  | ESP 1  | GBR 1   | AUS 2   |       | 1º       | 268    |
| 2017 | M-Sport WRT             | Ford Fiesta WRC       | MON 1   | SWE 3   | MEX 2   | FRA 2  | ARG 4   | POR 1   | ITA 5  | POL 3   | FIN Ret | GER 3  | ESP 2  | GBR 3   | AUS 4   |       | 1º       | 232    |
| 2018 | M-Sport Ford WRT        | Ford Fiesta WRC       | MON 1   | SWE 10  | MEX 1   | FRA 1  | ARG 4   | POR Ret | ITA 2  | FIN 5   | GER 4   | TUR 10 | GBR 1  | ESP 2   | AUS 5   |       | 1º       | 219    |
| 2019 | Citroën Total WRT       | Citroën C3 WRC        | MON 1   | SWE 29  | MEX 1   | FRA 2  | ARG 3   | CHL 2   | POR 3  | ITA 41  | FIN 5   | GER 7  | TUR 1  | GBR 3   | ESP 8   | AUS C | 3º       | 217    |
| 2020 | Toyota Gazoo Racing WRT | Toyota Yaris WRC      | MON 2   | SWE 4   | MEX 1   | EST 3  | TUR Ret | ITA 3   | MNZ 1  |         |         |        |        |         |         |       | 1º       | 122    |
| 2021 | Toyota Gazoo Racing WRT | Toyota Yaris WRC      | MON 1   | ART 20  | CRO 1   | POR 3  | ITA 1   | SAF 1   | EST 4  | BEL 5   | GRE 3   | FIN 5  | ESP 4  | MNZ 1   |         |       | 1º       | 230    |

### Resultados Campeonato Junior
| Año  | Piloto                                | Automóvil        | 1     | 2     | 3     | 4     | 5       | 6     | Pos. | Puntos |
| ---- | ------------------------------------- | ---------------- | ----- | ----- | ----- | ----- | ------- | ----- | ---- | ------ |
| 2008 | Sébastien Ogier Equipe de France FFSA | Citroën C2 S1600 | MEX 1 | JOR 1 | ITA 5 | DEU 1 | ESP Ret | FRA 2 | 1º   | 42     |

### Resultados IRC
| Año  | Piloto                                   | Automóvil         | 1       | 2       | Posic. | Puntos |
| ---- | ---------------------------------------- | ----------------- | ------- | ------- | ------ | ------ |
| 2009 | Sébastien Ogier BF Goodrich Drivers Team | Peugeot 207 S2000 | MON 1   |         | 8º     | 10     |
| 2010 | Sébastien Ogier                          | Peugeot 207 S2000 | MON Ret | ITA Ret | –      | 0      |